# Wishbone Ash

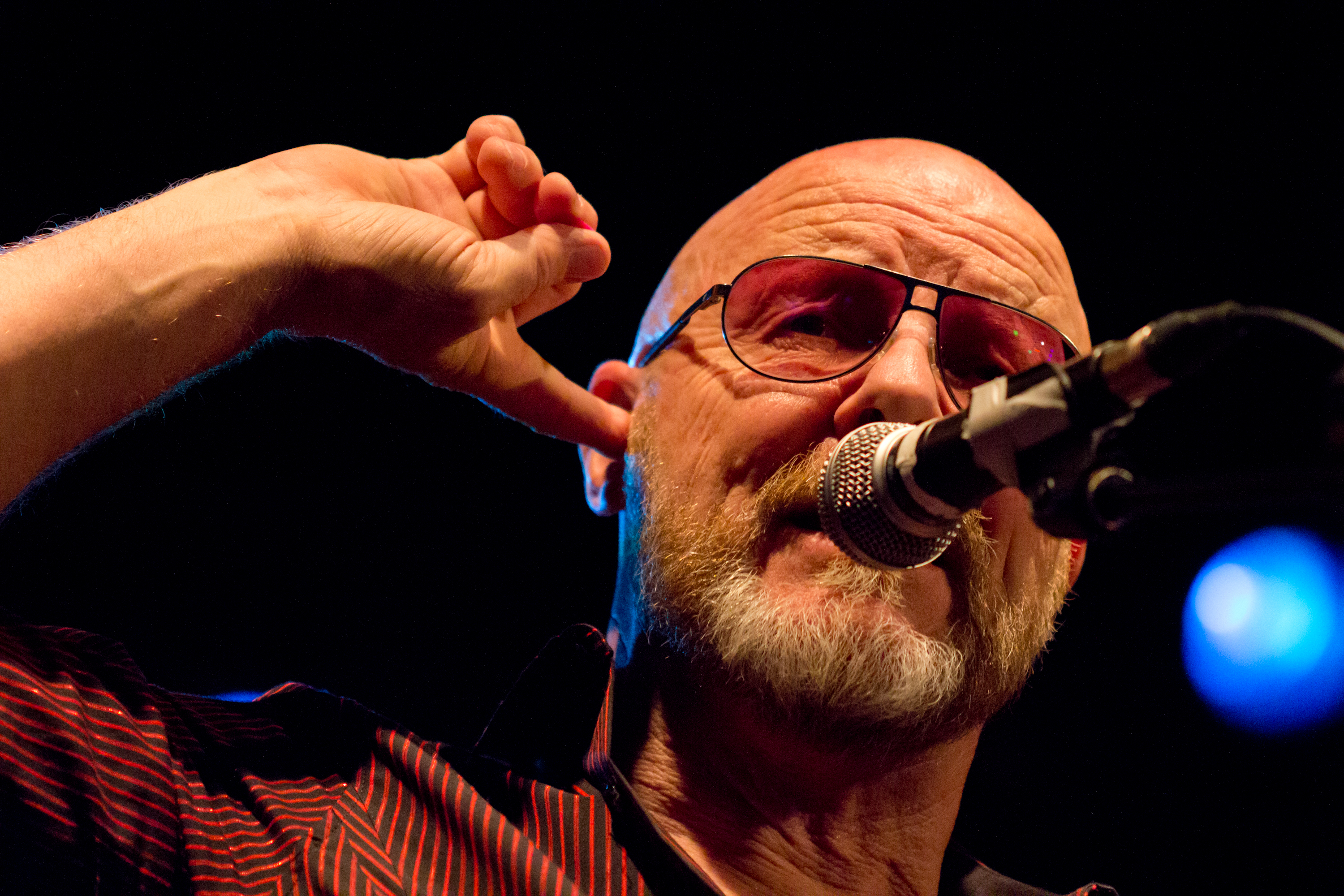
Andy Powell 2015.

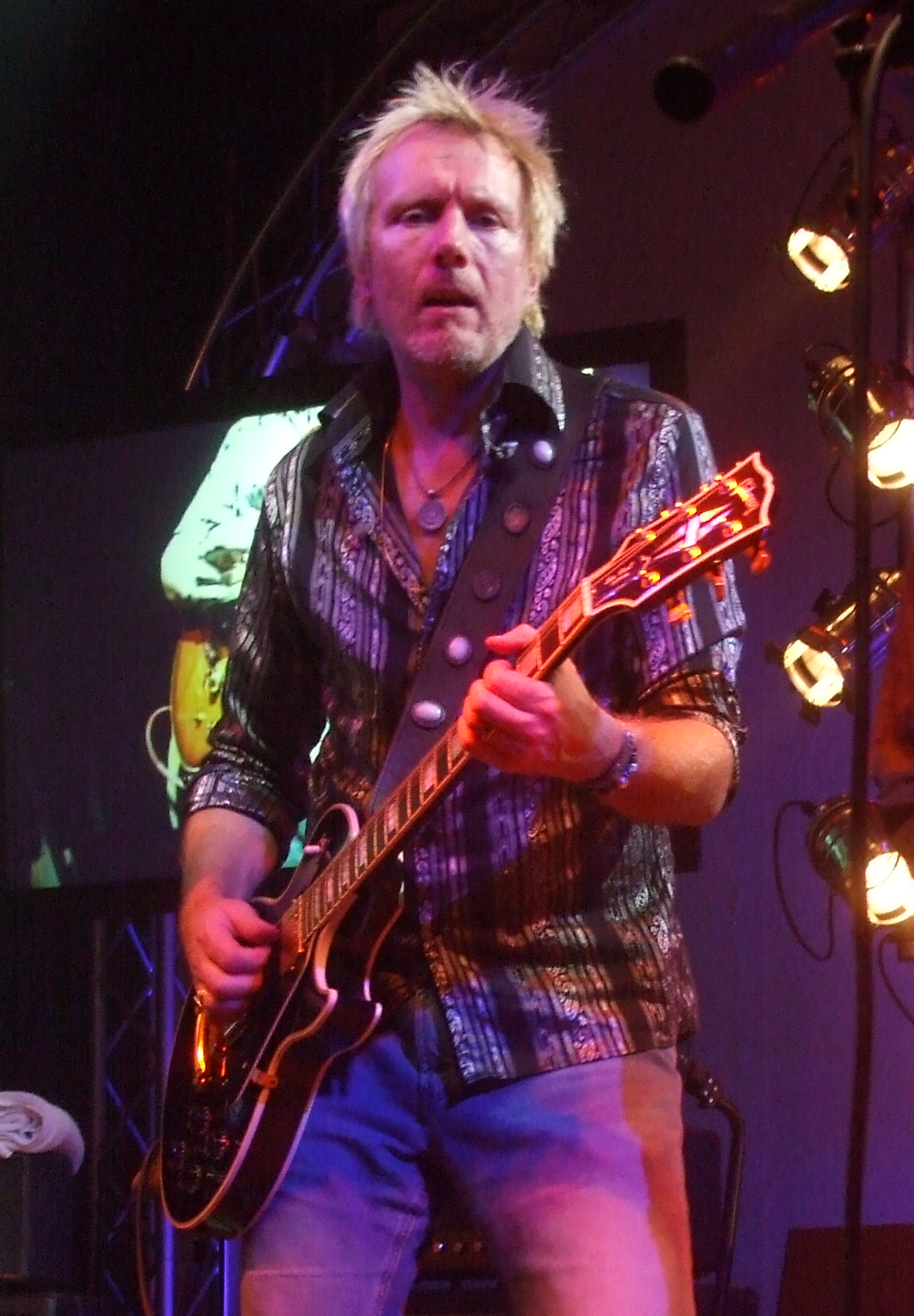
Muddy Manninen 2009.

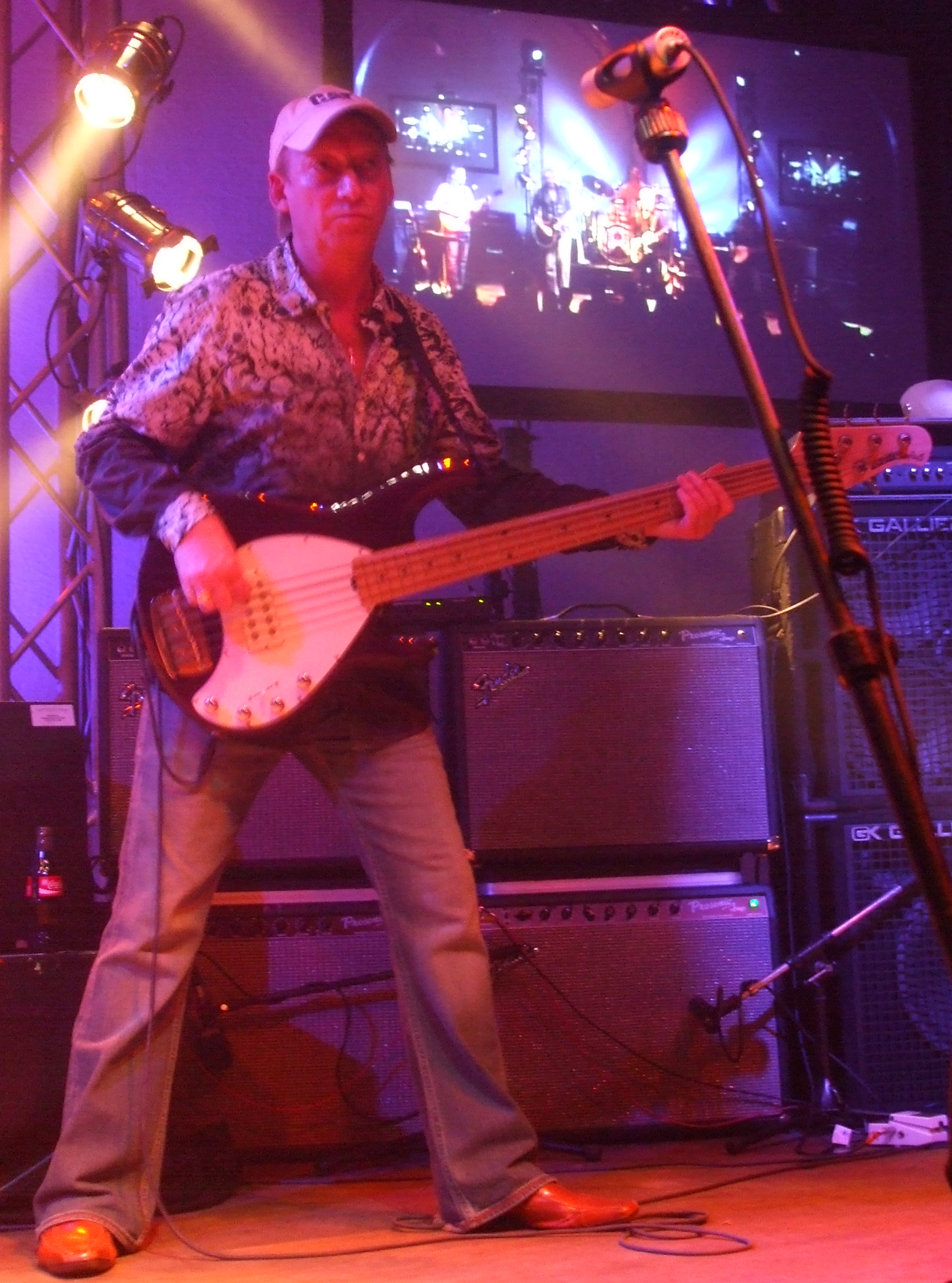
Bob Skeat 2009.

Wishbone Ash är ett brittiskt rockband, grundat år 1969. Bandet hade sin storhetstid under 1970-talet. Den ende originalmedlemmen som är kvar idag är sångaren och gitarristen Andy Powell. Gruppen spelar en blandning av bluesig hårdrock och progressiv rock med influenser från bland annat folkrock, jazz och klassisk musik.

## Biografi

### Början och storhetstiden
Wishbone Ash föddes, om uttrycket tillåts, ur askan av gruppen The Empty Vessels i Devon år 1969, där basisten och sångaren Martin Turner och trumslagaren Steve Upton ingick. Bandet kompletterades av Andy Powell och gitarristen Ted Turner. Martin Turner och Ted Turner är inte släkt. Dock var Martin Turners bror Glenn Turner gitarrist i The Empty Vessels.
Wishbone Ash hade ingen karismatisk frontman i likhet med samtida grupper som Led Zeppelin eller Deep Purple, och blev i stället kända för att vara bandet som gjorde praxisen med två första gitarrer populär. Avsaknaden av en frontfigur med utstrålning hämmade ändå inte skivförsäljningen - bandet gav under början och mitten av 1970-talet ut flera kritikerrosade album, bland annat Wishbone Ash, Argus, There's the Rub och New England. 
Bandets förste manager var Miles Copeland, som senare fick stora framgångar som manager för gruppen The Police. 
1974 lämnade Ted Turner gruppen och ersattes av Laurie Wisefield. Framgången fortsatte ända till 1980, då Martin Turner hoppade av, efter diverse musikaliska och affärsmässiga meningsskiljaktigheter. Bland annat ville resten av bandet rekrytera en sångare till gruppen. 
Nu började uppställningen förändras i snabb takt, och i gruppen medverkade medlemmar från King Crimson, Trapeze och Uriah Heep. Till sist kastade Wisefield in handduken år 1985, och det såg ut som om Wishbone Ashs saga var all.

### Senare historia
1987 återförenades ändå originalmedlemmarna och spelade in ett par album. Men mellan 1990 och 1993 lämnade ändå alla medlemmar utom Andy Powell bandet igen. Powell beslöt då att börja driva Wishbone Ash som ett eget företag, och att använda inhyrda musiker. Det har lett till att Wishbone Ash har befolkats av en uppsjö av olika musiker med varierande framgång sedan 1995. År 2001 gjorde gruppen något av en comeback tillbaks till den stora allmänhetens medvetande, med basisten Bob Skeat, trumslagaren Ray Weston och den finländske gitarristen Ben Granfelt. De gav sig ut på en av de största turnéerna på länge, och spelade in studioskivan Bona Fide, varpå 2003 följde Wishbone Ashs största turné sedan 1980-talet, vilket också ledde till en live-dvd. 
Ben Granfelt lämnade ändå bandet för att satsa på sin solokarriär, men han ersattes av sin gamla mentor Muddy Manninen. Den nya uppställningen spelade år 2006 in skivan Clan Destiny. Weston var nästa att hoppa av, enligt sina egna ord, för att han var trött på det ständiga turnerandet. Han ersattes av Joseph Crabtree. År 2007 utkom Power of Eternity, år 2011 Elegant Stealth och år 2014 Blue Horizon. Martin Turner gav 2012 ut sin självbiografi No Easy Road som bland annat skildrar åren med Wishbone Ash

## Martin Turner's Wishbone Ash
I mitten av 2000-talet fick Wishbone Ash ett rivaliserande band, då ursprungsmedlemmen Martin Turner startade sin egen grupp med namnet Martin Turner's Wishbone Ash. Det här var möjligt eftersom alla fyra originalmedlemmar har rätt att använda gruppens namn. Den första sättningen av denna grupp innehöll också gitarristerna Keith Buck och Ray Hatfield, samt trumslagaren Rob Hewins. Bandet har turnerat i Europa med låtar från originalgruppens storhetstid, och har också gett ut ett par live-skivor. Originalmedlemmarna Ted Turner och Laurie Wisefield har också gästspelat med gruppen. 
I mars 2008 lämnade Keith Buck MTWA. Han ersattes av Danny Willson. I december 2008 lämnade Rob Hewins gruppen och ersattes av Dave Wagstaffe. Wagstaffe var medlem fram till december 2013 då han ersattes av Tim Brown. 
Den 2 oktober 2008 släppte Martin Turners Wishbone Ash albumet Argus: Through the Looking Glass; en nyinspelning av den klassiska skivan från sjuttiotalet. En live-DVD kallad Life Begins Tour har också släppts, med inspelningar från 2010.
Ray Hatfield slutade i maj 2015 och ersattes av Misha Nikolic. I september 2015 släpptes det nya studioalbumet Written in the Stars.

## Ted Turner
Ted Turner gav 2010 ut soloalbumet Eclektic Value. Detta gjordes genom websiten Pledgemusic där fans får bidra med pengar och feedback innan skivan släpps.

## Medlemmar
Nuvarande medlemmar (2007–)
- Andy Powell – sång, gitarr
- Mark Abrahams – gitarr
- Bob Skeat – basgitarr
- Joseph Crabtree – trummor

Originalmedlemmar (1969–1985, 1987–1990)
- Martin Turner – sång, basgitarr
- Andy Powell – sång, gitarr
- Ted Turner – gitarr, sång
- Laurie Wisefield – gitarr, sång (mellan åren 1974 och 1985)
- Steve Upton – trummor

## Diskografi (i urval)
- Wishbone Ash (1970)
- Pilgrimage (1971)
- Argus (1972)
- Wishbone Four (1973)
- There's the Rub (1974)
- Locked In (1976)
- New England  (1976)
- Front Page News (1977)
- No Smoke Without Fire (1978)
- Just Testing (1980)
- Number the Brave (1981)
- Twin Barrels Burning (1982)
- Raw to the Bone (1985)
- Nouveau Calls (1987)
- Here to Hear (1989)
- Strange Affair (1991)
- Illuminations (1996)
- Trance Visionary (1998)
- Psychic Terrorism  (1999)
- Bare Bones (2000)
- Bona Fide (2002)

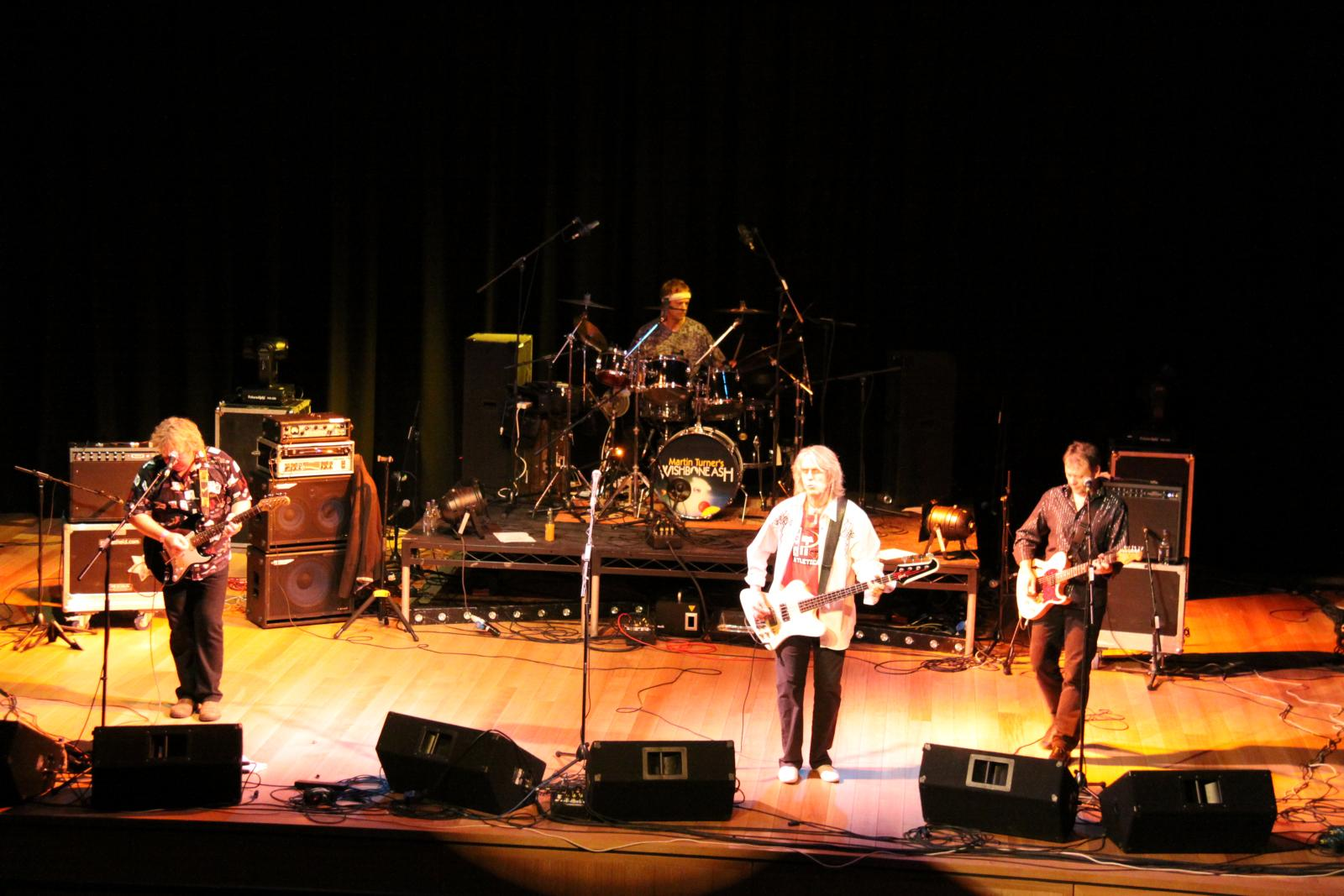
Martin Turners Wishbone Ash.

- Wonderful Stash (2004). (Samlingsalbum: Trance Visionary, Psychic Terrorism + Club Visionary EP)
- Clan Destiny (2006)
- Power of Eternity (2007)
- Elegant Stealth (2011)
- Blue Horizon (2014)

### Martin Turner soloprojekt
Studioalbum
- Walking the Reeperbahn (1996)
- Argus: Through The Looking Glass (2008)
- Written in the Stars (2015)

Live-inspelningar
- New Live Dates Volume 1 (2006)
- New Live Dates Volume 2 (2007)
- Life begins 2CD (2011)
- The Garden Party - A Celebration Of Wishbone Ash Music 2CD (2014)